# Adobe XD
Adobe XD (aussi connu sous le nom Adobe Experience Design) est un outil de conception vectorielle pour les applications Web et mobiles, développé et publié par Adobe Inc..
Il est disponible pour MacOS et Microsoft Windows, et il existe des versions pour iOS et Android pour aider à prévisualiser le résultat du travail directement sur les appareils mobiles. Adobe XD permet le wireframing de sites Web et la création de prototypes cliquables et dynamiques.

## Historique
AdAdobe avait initialement annoncé le développement de ce nouvel outil de conception et de prototypage d’interface sous le nom de « Project Comet » lors de la conférence Adobe MAX, en octobre 2015. Cette décision est prise afin de concurrencer la popularité du logiciel Sketch, un éditeur vectoriel axé sur la conception d’interface utilisateur et d’expérience utilisateur, publié en 2010.
La première version bêta publique est publiée pour macOS sous le nom de « Adobe Experience Design CC » pour toute personne disposant d’un compte Adobe, le 14 mars 2016.
Une version bêta d’Adobe XD a été publiée pour Windows 10 le 13 décembre 2016.
Le 18 octobre 2017, Adobe a annoncé qu’Adobe XD n’était plus en version bêta.
En mai 2023, Adobe annonce le passage d’Adobe XD en mode maintenance, signifiant l’arrêt du développement de nouvelles fonctionnalités. Le logiciel continue toutefois de bénéficier de mises à jour de sécurité et de correctifs de bugs. Cette décision intervient dans un contexte où Adobe avait envisagé le rachat de Figma, l’un de ses principaux concurrents dans le domaine de la conception d’interfaces, bien que cette acquisition ait été annulée en décembre 2023 pour des raisons réglementaires.
Depuis juin 2023, Adobe XD n’est plus proposé en tant que produit autonome et demeure uniquement accessible via l’abonnement « Creative Cloud – Toutes applications ».

## Alternatives
- Sketch (MacOS Uniquement)
- Figma
- Balsamiq
- icons8 Lunacy